# Pic la Selle
Il Pic la Selle è una montagna di Haiti situata nel Dipartimento dell'Ovest. Con la sua altitudine di 2680 metri s.l.m., rappresenta il punto più elevato del territorio di Haiti.